# Phragmatobia aichelei
Phragmatobia aichelei är en fjärilsart som beskrevs av Marten 1956. Phragmatobia aichelei ingår i släktet Phragmatobia och familjen björnspinnare. Inga underarter finns listade i Catalogue of Life.